# Clodovil Hernandes

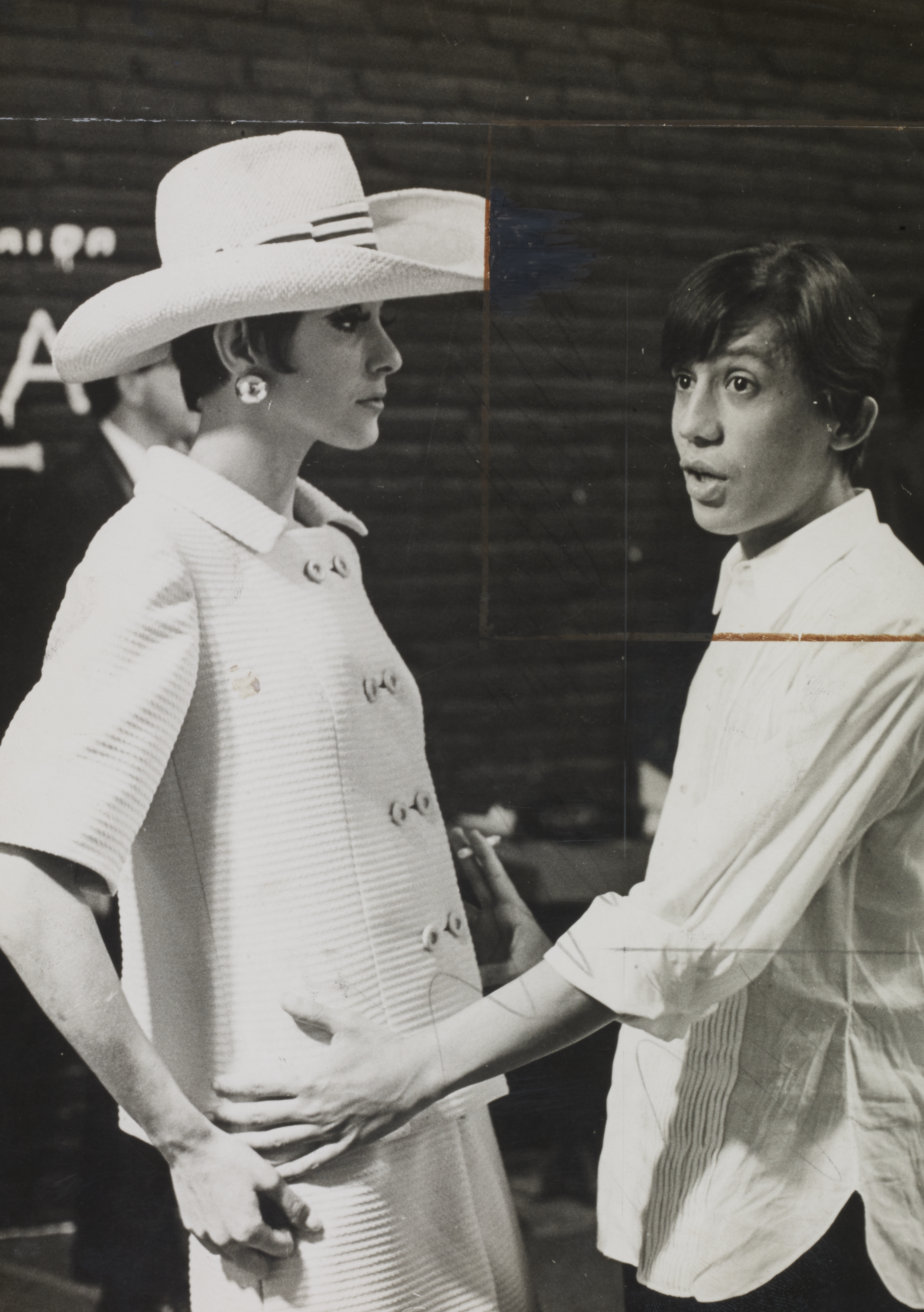
Clodovil en 1971, como diseñador de moda

Clodovil Hernandes (Elisiário, 17 de junio de 1937-Brasília, 17 de marzo de 2009) fue un estilista, presentador de televisión y político de Brasil. 
Consagrado como estilista en las décadas de los años 60 y 70, fue invitado a trabajar en televisión, donde disfrutó de un éxito continuado durante más de cuarenta años, además de ser presentador de numerosos programas en varias estaciones. Como diseñador de moda, fue pionero en la alta costura brasileña, valorizó el uso del prêt-à-porter en sus diseños, y también fue defensor de la moda brasileña a nivel internacional.
En el 2007 inició su carrera política como congresista, tras decidir postularse en las elecciones estatales en Brasil de 2006, donde resultó ser el tercer candidato más votado del país, obteniendo 493,951 votos, que representaron el 2,43% de los votos válidos. 
Se hizo conocido principalmente por sus comentarios polémicos y por hacer declaraciones que algunos consideraron inapropiadas o groseras, a menudo dirigidas a personalidades famosas y políticos. Entre las controversias en las que se vio envuelto figuran acusaciones de racismo y antisemitismo. Fue el primer parlamentario abiertamente homosexual de Brasil.

## Biografía
Nacido en la región del municipio de Elisiário el 17 de junio de 1937, fue adoptado cuando aún era un bebé y criado por el comerciante Domingo Hernández (1903-1961) y su esposa Isabel Sánchez (1908-1986), una pareja de inmigrantes españoles originarios de Murcia y Jaén, respectivamente.
Sentía un profundo afecto por su madre adoptiva, quien más tarde lo inspiró como congresista en la creación de uno de sus proyectos de ley, el Proyecto Brasileño de Ley 991/07, que establece el Día de la Madre Adoptiva, a celebrarse en territorio brasileño anualmente el tercer domingo de mayo. En una entrevista décadas después, reveló que su madre era estéril y no lo había aceptado de inmediato como hijo, siendo cuidado inicialmente por su abuela española, a quien describía como una matriarca inflexible. Sin embargo, con el paso del tiempo, su madre gradualmente comenzó a quererlo más y más. Clodovil nunca conoció a sus padres biológicos, descubriendo que era adoptado solo a los once años de edad.
Cuando era niño, su familia vendió la finca rural donde vivían y abrieron una tienda de telas, momento en el que tuvo su primer contacto con la moda. Recibió educación en un colegio interno católico, donde un sacerdote le puso el apodo de "Jacques Fath", en referencia al destacado diseñador de moda francés.
Años más tarde, afirmó durante una entrevista televisiva que había sido abusado por un profesor de ese colegio durante su época de estudiante, sin embargo, afirmó que este hecho no le hizo perder el respeto por el colegio en sí, ni por la religión católica. En otra declaración, dijo que a los trece años vio a su padre tener relaciones sexuales con otro hombre de la familia, pero nunca habló del asunto con su padre, quien murió sin saber lo que había presenciado su hijo. Sobre su padre, también revela que fue atacado por él con un golpe en la oreja, causándole un problema de audición. A pesar de no llevarse muy bien con él, pasaba momentos felices, diciendo que él fue quien apoyó sus estudios en São Paulo, lo que le garantizó su graduación como profesor, así como lo enseñó a cocinar, ya que su madre no era experta en cocina.
En 1955, cuando tenía dieciocho años, fue detenido por un guardia a la salida del cine por no portar su documento de identidad, obligatorio durante la dictadura militar brasileña. Compartiendo celda con decenas de otros reclusos que no lo violaron porque logró comunicarse con el jefe de policía, quien lo trasladó a otra celda antes de ser liberado posteriormente.
Desilusionado y enfrentando hambre durante su estancia en São Paulo, optó por regresar a la casa de sus padres en 1956. Con la muerte de su padre en 1961 y enfrentando dificultades financieras con su madre, se mudaron de favor a la casa de una amiga de su madre, quien los había apoyado a ambos durante varios meses confiando en que el joven tendría éxito como sastre.

## Carrera
Su interés por la moda surgió desde temprana edad, cuando ofrecía consejos sobre vestimenta a las mujeres de su familia mientras dibujaba croquis en cartulina, afirmando que nunca había sido influenciado externamente al crear sus diseños. Durante sus años de escuela secundaria en São Paulo, una compañera de clase le sugirió que empezara a diseñar vestidos para alguna tienda. Esto lo llevó a dibujar once vestidos en un cuaderno, que fueron comprados por una tienda en el centro de São Paulo. A pesar de que la tienda copió su proyecto, él recibió casi la mitad de la mesada que su padre le enviaba para financiar sus estudios y su alojamiento. A los diecisiete años, mientras trabajaba como profesor, se inscribió en un concurso de diseño de moda organizado por la cantante Marlene, sin tener expectativas. El concurso buscaba el mejor traje creado especialmente para ella. Clodovil ganó el concurso con elogios, y su diseño y detalles fueron publicados en una revista de circulación nacional. Fue entonces cuando comenzó a diseñar vestidos de manera independiente, realizando sus primeros desfiles en el aeropuerto de la ciudad de Mandaguari. Reconociendo el talento del joven, el alcalde de la ciudad en ese momento, Élio Duarte Dias, proporcionó a Clodovil un pasaje de avión a São Paulo, en su segunda oportunidad en la ciudad, y cubrió sus primeros gastos de estadía. A partir de ese momento, Clodovil abandonaría su breve carrera como profesor para perseguir su sueño de ser diseñador de moda.
Entre 1960 y 1961, Clodovil recibió varios premios en los festivales de moda de São Paulo, lo que atrajo a una clientela cada vez más selecta de la alta sociedad. Su talento era reconocido por figuras como Elis Regina y Cacilda Becker, así como por miembros de las familias prominentes en São Paulo, como los Diniz y los Matarazzo, quienes preferían la moda prêt-à-porter, con modelos europeos adaptados por Clodovil y otros pioneros de la alta costura brasileña. Esta prominencia también generó rivalidad con el reconocido diseñador Dener Pamplona de Abreu (1937-1978), lo que dio lugar al término "Guerra de las Tijeras", en referencia a los enfrentamientos verbales en televisión, una de las inspiraciones para la telenovela brasileña Ti-Ti-Ti. No obstante, esta rivalidad era exclusivamente profesional, ya que detrás de escena, Dener y Clodovil eran amigos y se respetaban mutuamente en su trabajo.
El 28 de junio de 1971, Clodovil inauguró su primer taller en la ciudad de São Paulo, donde presentó una colección de alta costura que se caracterizaba por el uso de colores distintos a los de las colecciones europeas. Esta colección destacaba por combinar tejidos importados con tejidos producidos en Brasil. El taller, ubicado en la Rua Oscar Freire, atrajo a numerosos artistas y miembros de la alta sociedad brasileña, y permaneció en funcionamiento hasta principios de la década de 1990. En 1973, Clodovil declinó la oportunidad de presentar sus colecciones en el I Salón Internacional de Moda en Río de Janeiro, aduciendo desorganización y falta de apoyo por parte de los organizadores hacia los profesionales de la costura. Criticó la falta de incentivo del gobierno brasileño para la moda nacional y la ausencia de integración entre los diseñadores locales. Ese mismo año, Clodovil viajó a Bélgica representando a Brasil en un desfile de moda en Amberes, siendo la primera vez que un estilista brasileño presentaba su moda en el extranjero.

### Televisión
Antes de destacarse como una figura televisiva, Clodovil trabajó como diseñador de vestuario en varias producciones para la televisión brasileña, incluyendo películas, telenovelas, así como musicales y obras de teatro. Su primera incursión como actor tuvo lugar en la película brasileña O Corpo Ardente, escrita y dirigida por Walter Hugo Khouri, protagonizada por la actriz francesa Barbara Laage. En 1971, desempeñó el papel de un modisto en la comedia romántica brasileña Lua de Mel e Amendoim. En la producción cinematográfica, estuvo a cargo del diseño de los trajes del elenco, inspirándose en el movimiento hippie y en el patriotismo característico del Milagro económico brasileño. En cuanto a las telenovelas, Clodovil tuvo participaciones en Marron Glacé, transmitida por TV Globo en 1979, en Sabor de Mel de 1983 escrita por Jorge Andrade, y una aparición especial en El clon en 2001. En 1971, tenía previsto aparecer en la telenovela Editora Mayo, Bom Dia, pero fue censurado por el gobierno militar brasileño de la época debido a su comportamiento considerado obsceno y afeminado.
En los años 80, incursionó como presentador en programas televisivos dirigidos al público femenino. En 1980, se unió a Marília Gabriela y Ney Gonçalves Dias para conducir el programa matutino TV Mulher en TV Globo. Sin embargo, su salida abrupta ocurrió en 1983, cuando abandonó el programa en vivo como protesta contra su colega Marília Gabriela, lo que eventualmente llevó a su despido. En 1984, fue contratado por la Rede Manchete, donde presentó en horario vespertino los programas Manchete Shopping Show y posteriormente Clô para os Íntimos, ambos centrados en variedades y entrevistas. Sin embargo, en este último programa, fue despedido en 1988 por el propietario de la emisora, Adolpho Bloch, supuestamente bajo la influencia de Ulysses Guimarães, después de que se refiriera a las votaciones gubernamentales realizadas en la Asamblea Constituyente en Brasil de 1987, como una Asamblea "prostituinte". Después de eso, regresó a la emisora solo en 1992, cuando ya estaba bajo el control de otro grupo empresarial. Su programa Clodovil Abre O Jogo, era un talk show nocturno con actuaciones musicales; sin embargo, el programa terminó antes de cumplir un año debido a una disputa entre los antiguos propietarios de la emisora, lo que lo obligó a trasladar su programa a la Rede CNT. En la nueva emisora, también presentó los talk shows Clodovil em Noite de Gala entre 1993 y 1994, y Retratos entre 1996 y 1997, pero dejó la emisora después de desacuerdos con el personal, así como retrasos en su pago, e incluso llegó a presentar una demanda contra la emisora por esta razón. En el año 1998, Clodovil se trasladó a la Band, donde condujo Clodovil Soft. Sin embargo, el programa fue cancelado ese mismo año debido a disputas entre él y la presentadora Adriane Galisteu, lo que resultó en un proceso legal contra la emisora por incumplimiento de contrato.
Clodovil volvió a la televisión en 2001, esta vez al frente del programa Mulheres, emitido por TV Gazeta junto a Christina Rocha. No obstante, debido a la falta de afinidad con su colega de escenario, la atracción llegó a su fin pocos meses después. Una vez más sin estar en la televisión, Clodovil volvería a firmar contrato con una emisora a finales de 2003, esta vez con RedeTV!, donde presentó A Casa é Sua. Durante el año 2004, el presentador volvió a generar controversia, esta vez criticando a compañeros de trabajo de la emisora como la presentadora Luciana Gimenez, así como personalidades como Marta Suplicy, la ex prefecta de la ciudad de São Paulo en ese momento, quien más tarde lo demandaría por calumnia y difamación. Su última controversia en el programa resultó en su despido a principios de 2005, luego de comentar que Luísa Mell, quien en ese momento estaba en una relación con el propietario de la emisora, Amílcare Dalevo Júnior, terminaría siendo "actriz porno, al igual que Rita Cadillac".
En abril de 2007, regresó como presentador para conducir el programa Por Excelência, el cual sería su última aparición como presentador, transmitido los domingos por la noche en la emisora TV Jornal do Brasil, pero renunció después de dos meses del programa debido a problemas de salud.

## Vida personal
Proveniente de una familia con la tradición católica romana, en una entrevista de 1981, se autodefinió como un "espiritualista distanciado de la iglesia". Más tarde, al retomar el tema, admitió tener ciertas afinidades con la iglesia católica, aunque ya no la consideraba su religión, aunque la respetaba.
Debido a los gastos asociados a su estilo de vida extravagante, las pérdidas en litigios judiciales y las inversiones poco rentables, se vio inmerso en diversas deudas financieras a lo largo de su carrera, las cuales incluso persistieron después de su fallecimiento. En 1983, tras sufrir pérdidas millonarias en su taller de alta costura en São Paulo, decidió suspender temporalmente su carrera al anunciar el cierre del local. En 2005, luego de ser despedido de su programa en RedeTV!, no pudo costear los gastos de su lujosa residencia en Cotia, la cual terminó abandonada y fue vendida por medio millón de reales, únicamente después de que se liquidara su herencia en 2012. Durante su vida, Clodovil expresó su deseo de destinar su herencia a la creación de una fundación benéfica y sin fines de lucro dedicada al cuidado de niñas abandonadas, con la sede en su residencia en Ubatuba. Sin embargo, la "Fundación Isabel Hernandes" en homenaje a su madre adoptiva, enfrenta incertidumbres en cuanto a su realización debido a problemas en su patrimonio, incluyendo la falta de fondos y complicaciones con la construcción de la residencia en Ubatuba dado que se encuentra en una zona protegida y en riesgo de demolición.
En su vida amorosa, nunca se le vio en público con parejas románticas, y tampoco compartió detalles sobre sus relaciones personales ni la identidad de las mismas. En 2012, tres años después de su fallecimiento, un ex empleado de su equipo que optó por no revelar su identidad inició un proceso en la justicia brasileña buscando el reconocimiento de una unión estable alegando haber mantenido una relación con Clodovil durante años con el fin de reclamar derechos sobre su herencia. Sin embargo, el proceso no fue reconocido en primera instancia.

## Trayectoria política

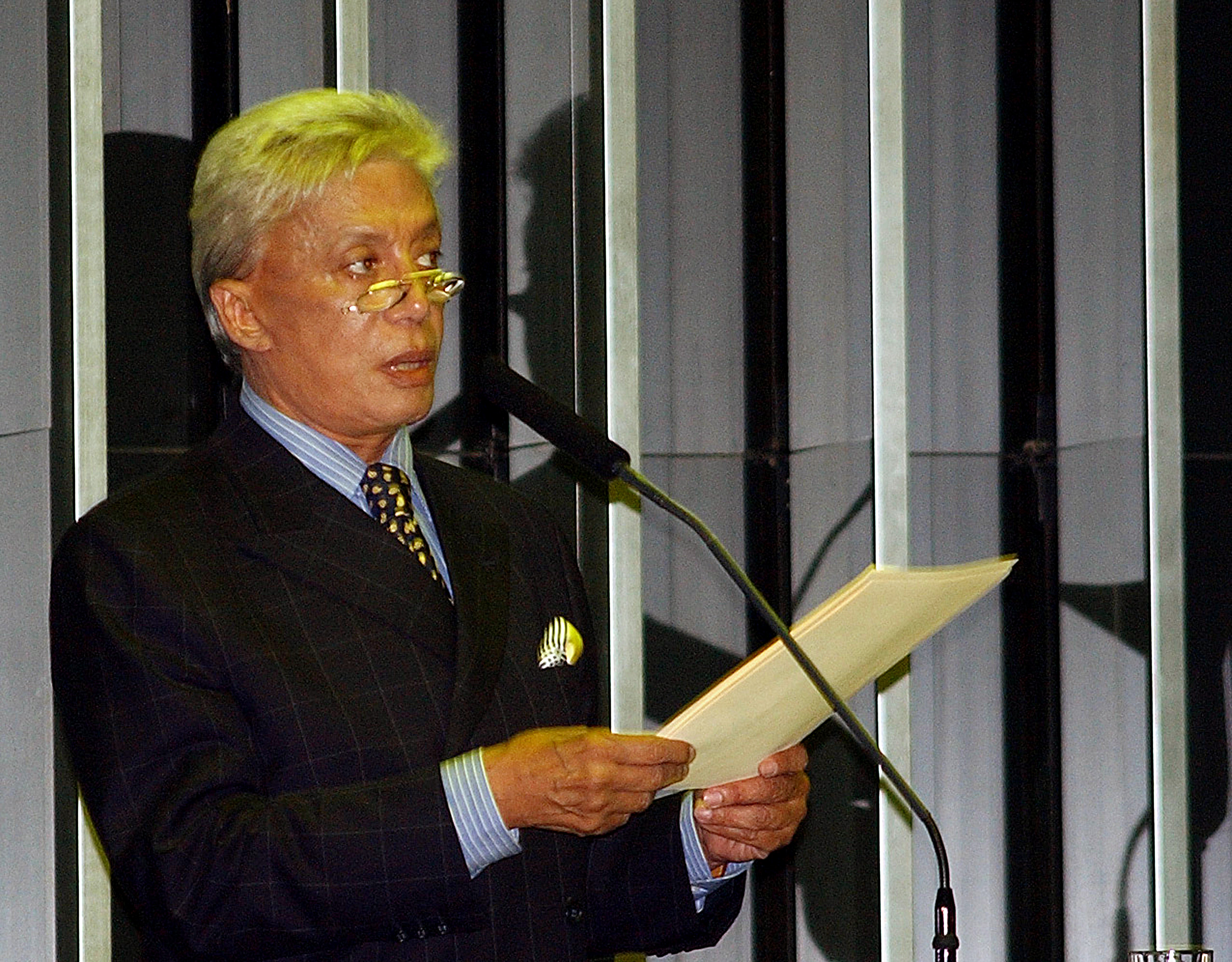
Clodovil en la Cámara de Diputados de Brasil (2007)

En las elecciones estatales en Brasil de 2006, Clodovil Hernandes se presentó como candidato por el Partido Laborista Cristiano y fue elegido diputado federal por el estado de São Paulo, obteniendo 493.951 votos, siendo el tercer candidato más votado y el primer homosexual en ser elegido en Brasil. Durante su mandato legislativo, propuso un proyecto de ley para regularizar la unión civil entre personas del mismo sexo, pero se mostró en contra la Marcha del Orgullo LGBT y del movimiento LGBT en Brasil. También propuso otras iniciativas legislativas, tales como la prohibición de juguetes que guardaran similitud con productos de tabaco, la restricción de imágenes violentas en los noticieros durante horarios familiares, y la disminución del número de diputados en el congreso brasileño de 513 a 250.
Durante entrevista a la Super Rádio Tupi el 27 de octubre de 2006, Clodovil causó polémica al afirmar que los judíos manipularon el Holocausto y estuvieron involucrados en los ataques del 11 de septiembre. Además, declaró que durante el incidente de las Torres Gemelas no había ni estadounidenses ni judíos. Posteriormente, el presidente de la Federación Israelita de Río de Janeiro, Osias Wurman, se declaró indignado con las declaraciones y presentó una demanda judicial contra Clodovil, acusándolo de racismo y antisemitismo.

## Muerte
Clodovil falleció en Brasilia el 17 de marzo de 2009, a los 71 años, víctima de un accidente cerebrovascular. Su cuerpo fue trasladado a São Paulo, donde fue velado. Se encuentra sepultado en el Cementerio Morumbi.